# Обърнатото дърво
„Обърнатото дърво“ е първото произведение на индийския писател Чандар Кришан (1913 – 1977), определено като повест-приказка. Тематично е обвързано с известни приказки на световната литература, сред които „Джак и бобеното стебло“ и „Аладин и вълшебната лампа“.

## Сюжет
Внимание:  Текстът по-долу разкрива сюжета на произведението (или части от него)!
Юсуф е бедно момче, чийто баща умира и с майка му се опитват да свържат двата края. Един ден решават да продадат кравата на пазара, но момчето е измамено от кмета и получава три бобени зърна, които, след засаждане, ще поникне огромно дърво до небесата. Наивното момче приема, занася ги вкъщи и майка му много се ядосва. Изхвърля ги, но чудото става и пониква дърво – но наобратно, към центъра на земята. Юсуф предприема пътешествието, спуска се все по-дълбоко и преживява различни приключения. Среща и нови приятели, сред които Мохан и принцесата – „Мис Сладка Кифла“. Получава и натрупва много знания, които после му помагат да се преборва с обстоятелствата в родната си страна, където властва жестокият падишах, от когото всички треперят.